# O Strip do Diabo
O Strip do Diabo é um romance de Miguel M. Abrahão escrito em 1996 e publicado em 1997 no Brasil .

## Introdução
O romance O Strip do Diabo, através da íntima relação entre a narração ficcional e a histórica, é uma espécie de prequela para A Pele do Ogro, onde a protagonista insiste numa busca incansável por ressuscitar uma paixão egoísta, constituindo-se numa análise crítica da alma humana, no tocante a sentimentos difusos como o ódio, o preconceito, as superstições e as vicissitudes da carne .
A história, relatada em primeira pessoa pela protagonista Lídia Visconti Sforza, reconstitui com minúcia os componentes sociais, axiológicos, jurídicos, artísticos e culturais mais acentuados da vida europeia durante a segunda metade do século XV até a segunda metade do século XVI. 

## Trama
Em um mosteiro em época incerta – posterior ao século XXI –, Lídia Visconti Sforza, ouvindo as trombetas do Apocalipse, relata a sua história: 
"Enquanto tiver forças, deixarei, por minha própria pena e vontade, a verdade sobre a minha vida. Sobre a existência e a finalidade de LÍDIA VISCONTI SFORZA..."
Nos primeiros capítulos, Lídia nos revela que nasceu em Milão no ano de 1495, sendo herdeira do poder e da fortuna, tanto dos ricos Sforza quanto dos poderosos Visconti. A fim de poder sobreviver naquele mundo masculino e ter o quinhão que merecia, acaba sendo criada e educada pela mãe como menino – adotando o nome de Luigi – e, na infância, revisitada por ela, tem em Leonardo da Vinci seu preceptor, protetor e amigo.
Já adolescente, na condição de homem que todos a imaginavam ser, e após a morte da mãe, é dada pelo tio Lodovico Sforza como futuro marido de uma das filhas de Lourenço de Médici, poderoso senhor e mecenas de Florença. Assim sendo, Lídia parte para aquela cidade onde conhece o imberbe Miguel Ângelo – o qual nutre por ele/ela uma grande paixão –, assim como o rapaz Nicollo Maquiavel e os jovens Médici, entre eles o futuro Papa Leão X .
Devido a desentendimentos, o noivado e a aliança entre Florença e Milão serão rompidos. Entram em cena as diabólicas armações de Caterina Sforza, a terrível Senhora de Forli, meia-irmã de Lídia, mulher aparentemente controlada por Alix de Heristal, um misterioso personagem conhecido pela alcunha de "O Romano". Este personagem terá papel decisivo no que a personagem principal virá a ser futuramente!
Por sugestão de Caterina e a mando do ser, Lídia/Luigi acaba ingressando no seminário e, cônscia de sua identidade feminina, faz de tudo para que não seja descoberta mulher naquele ambiente de homens. Uma vez lá, conhece segredos que a fazem sonhar com o poder e a imortalidade 
Anos depois, consagrada Cardeal da Igreja, Lídia/Luigi se aproxima da corte do Papa Rodrigo Borgia (Alexandre VI). Um golpe do destino muda o rumo de sua vida ao conhecer e se apaixonar pelo valente e temido César Borgia, lugar-tenente do pai na Romagna. Não podendo revelar-se mulher, mantém amor platônico pelo vigoroso guerreiro e, com ele e por causa dele, engendra intrigas, assassinatos e guerras, fortalecendo, assim, o poder da família do amante. Contudo, jamais desiste de procurar pela fórmula da imortalidade. Cega pela ambição, mesmo avisada pelo monge Savonarola e pelo enigmático Cartaphilus, o "Judeu Errante" das lendas dos primórdios do cristianismo, a intempestiva Lídia/Luigi persiste em sua jornada, passando por cima de qualquer um que se interpusesse em seu caminho. Após a morte do amado, a obsessão se intensifica...
A imortalidade para ela não seria mais um bem precioso. Tornara-se uma necessidade imperativa ...
"— César voltará quando você cumprir o ciclo que a aguarda! Quando você completar a missão que lhe será dada!" — proclamou Cartaphilus.
Lídia precisaria agora da imortalidade mais do que nunca para poder esperar, segundo as profecias, o dia da reencarnação do amado. Ao consegui-la, graças a antigas lendas celtas, Lídia/Luigi começa assim o strip-tease do diabo, onde se desnuda de qualquer pudor em favor de seus interesses mesquinhos, provocando guerras, incitando as reformas protestantes e levando o mundo à beira do apocalipse como preconizara o judeu Cartaphilus. Seu objetivo era cumprir a missão a qual não compreendia. Cartaphilus, para ela, um ser cruel e vingativo, não a esclarecera. Confundira sua mente com a figura sinistra de um Quarto Cavaleiro do Apocalipse, lançando o enigma, onde lhe é dado a conhecer o destino reservado a seu amor:
"— A Grande Prostituta ficará com ele! E até o fim dos tempos! Se não a vencer, César não voltará. Ele não pode viver o amor eterno se a prostituta o dominar! Vença-a ou ele ficará assim até o final dos tempos..."
Visões com o amado César foram ainda mais perturbadoras:
"— Lídia! Livre-se daquela que se tornou a morada dos demônios, prisão dos espíritos imundos, prisão das aves impuras e abomináveis. Daquela que fez as nações beberem do vinho da ira e de sua prostituição. Daquela que fez os reis da terra se prostituírem com ela e fez os mercadores enfraquecerem com o excesso de seu luxo. Daquela que amei, inconsciente de seus horrores... Daquela que encerra a Soberba, a Ira, a Cobiça, a Preguiça, a Avareza, a Gula e a Luxúria! Faça-o, por intermédio de agentes que irão se manifestar a você. Vença cada um destes monstros que serão personificados pelos sete homens e utilize-os contra a Grande Prostituta. Faça isso antes do quarto cavaleiro chegar. Antes que ele chegue. Só juntos, poderemos vencê-lo!"
Lídia entende, finalmente, que somente destruindo a Grande Prostituta venceria o Quarto Cavaleiro e teria o amado de volta.
Mas, quem era a Grande Prostituta...? Quem era ela? Quem realmente era ela?
Por deduções, graças aos manuscritos como o de Malaquias ou, ainda, o livro Inferno de Dante, acreditou que deveria desarticular e enfraquecer o poder da Igreja Católica Romana, a seu ver, a Grande Babilônia das profecias.
A partir de então, inicia guerras, desencadeia transformações e traz morte e miséria na vida de todos aqueles – amigos e inimigos – que cruzaram o seu caminho (Savonarola, Lutero, Calvino, Zwinglio, John Knox, Dürer, Wolsey, Thomas Münzer e outros), incitando as reformas protestantes, tramando alianças, lançando desconfianças entre os poderosos da época. Em sua jornada rumo ao único objetivo traçado por ela, Lídia não se importa nem mesmo de abandonar o filho que gera, fruto de um estupro engendrado pelas ambições do sultão Solimão, o Magnífico.
Estaria Lídia no caminho certo? Seria mesmo a Igreja Católica a Grande Prostituta? E a numerologia em que se viu envolvida? Qual o significado daqueles números? O que representava o número SETE, constantemente onipresente em sua trajetória? E o Quarto Cavaleiro do Apocalipse? Não poderia ser ela própria, Lídia?
Repleto de mistérios, O Strip do Diabo pretende ser um romance de suspense histórico, analisando as obras, teorias e ideias renascentistas, e investigando os fatos com detalhes precisos, sob a ótica ainda mística, própria de uma época em transição 

## Análise da Obra
Além de o leitor mergulhar numa aventura junto às personagens Lídia Visconti Sforza, Leonardo da Vinci, Miguel Ângelo (ou Michelangelo) Buonarroti, César Bórgia e outros, ele ainda é levado a uma revisão dos parâmetros que regiam a sociedade passada e às intrigas, vinganças, conspirações, mudanças culturais – um  fato que se vê principalmente nas cenas relacionadas com o Renascimento –  as Reformas Religiosas e as guerras que assolaram a Europa do século XVI. "O Strip do Diabo" é uma obra que revoluciona por ter sido elaborada com minuciosa pesquisa, tanto da época como dos personagens retratados, assim como a obra que deu origem à série: "A Pele do Ogro". Ambos são parte de uma trilogia que inclui um último livro: "A Sombra da Medusa" .

## Tempo histórico
O romance tem como pano de fundo a segunda metade do século XV até a segunda metade do século XVI. Uma época marcada pelos contrastes: Revolução tecnológica, Reforma Protestante, Guerras europeias, Renascimento intelectual e artístico.

## Tempo diegético
Na narração da obra, a cronologia da ação, quer sejam eventos reais ou ficcionais, data entre 1475 e 1575 (100 anos), iniciando com o nascimento de Lídia Visconti Sforza e terminando com o seu aprisionamento no grande carvalho em Edimburgo. O Epílogo da história se passa em uma época incerta, muito além do século XXI.

## Tempo do discurso
O modo como flui a cronologia da ação (tempo diegético) é, na maior parte do romance, linear, tendo, porém, algumas anacronias, tais como a analepse, a prolepse, utilizada, por exemplo, quando Lídia cita André Duroseille (personagem principal de "A Pele do Ogro"), e a elipse, utilizada na descrição do período em que Lídia/Luigi procura os segredos do Sétimo Pontífice e meios para trazer César Bórgia de volta à vida; e ainda a presença da narradora/protagonista, através dos seus comentários, juízos críticos, registros de língua, e referências aos séculos XV e XVI.

## Espaço físico
O cenário da obra tem vários macro e micro espaços. Os mais importantes são:
- Itália, país predominante na história, cujos micro espaços são:
- Milão: cidade da infância e adolescência de Lídia/Luigi;
- Florença: cidade da juventude e da fase adulta de Lídia/Luigi, onde ela viverá momentos agradáveis, na companhia dos Médicis e desagradáveis, com a fúria do Monge Savonarola. É lá que despertará Cartaphilus.
- Roma: Cidade onde Lídia/Luigi se tornará Cardeal da Igreja Católica e conhecerá César Bórgia.
- Espanha: Lídia/Luigi conhecerá Juan de Vega e ouvirá dele a menção sobre o Manuscrito de Malaquias. Será presa e condenada pela Inquisição Espanhola.
- França: País em que Lídia/Luigi se envolverá e usará personagens históricos como Erasmo de Roterdã, François Rabelais, Calvino, os reis, Francisco I e seus filhos, a rainha Catarina de Médicis e outros.
- Escócia:
- Edimburgo: cidade onde Lídia/Luigi conhecerá o segredo da imortalidade dos celtas e se envolverá com personagens como Mary Stuart e John Knox.
- Inglaterra:
- Londres: cidade onde se desenrolará a amizade de Lídia com Henrique VIII, cardeal Wolsey e outros e enfrentará a fúria de Catarina de Aragão, Ana Bolena, Mary Tudor. Lá, também, deixará sua neta, Diana, aos cuidados de Elizabeth I.

Império Otomano: 
- Budapeste: é nesta cidade que Lídia/Luigi, narcotizada por Solimão, o Magnífico, revela parte de seus segredos para ele e, após um estupro, engravida [5].

## Personagens fictícios
- Lídia Visconti Sforza: Conhecida como a Romana. Bela e atraente na juventude. Seduz a todos, tanto na forma masculina quanto na feminina. Ela é quem narra a história de sua vida, seus erros e sua busca incansável por reencontrar César, seu Antínoo, seu verdadeiro amor. Durante toda a juventude, para escapar de manobras e interesses políticos dos parentes ambiciosos, se vê obrigada a passar por homem – Luigi! - chegando, inclusive, a ficar noivo e a tornar-se Cardeal da Igreja Católica. Tem poder e influência, a ponto de desencadear acontecimentos históricos que abalaram a Europa no século XVI. É apaixonada por César e, após sua morte, o deseja até mais que a imortalidade. Para reencontrá-lo, como determinava a profecia, é que se vê obrigada a destruir a Grande Prostituta, desvendando os segredos do Sétimo Pontífice e do Sétimo Círculo do Inferno de Dante. Sem qualquer remorso, Lídia acaba por provocar os cataclismos que mudarão a cultura, a economia e o pensamento do homem renascentista.
- Cartaphilus: O Judeu Errante das lendas hebraicas. É ele quem conhece os segredos da alma de Lídia/Luigi e, a todo custo, mesmo colocando em risco a vida dela, procura demovê-la do desejo de tornar-se imortal, salvando a própria alma e a humanidade.
- Alix, o Romano: Imortal. Idade indefinida. Tem o dom da imortalidade e sua vida só pode ser tirada por Lídia, a quem ele teme e ama. Desprezado e perseguido por Cartaphilus, vê na protagonista a chance para sua redenção.
- Juan de Vega: "O cristão novo" espanhol que dá informações para Lídia/Luigi sobre o paradeiro de Cartaphilus e a acusa, perante a corte de Fernando, o Católico. Terá seu destino traçado por Lídia[5].

## Os personagens históricos (principais)
- Ludovico Sforza: Tio de Lídia/Luigi. Ambicioso Duque de Milão. Arma intrigas, faz guerras e desconhece que o sobrinho Luigi é, na realidade, Lídia.
- Caterina Sforza: A senhora de Ímola e Forli. Meia-irmã de Lídia, dissimulada, autoritária e oportunista. Mantém relações com o misterioso Alix, o Romano e, apesar de odiar Lídia/Luigi, aparentemente a protege para obter dádivas escusas.
- Leonardo da Vinci: Grande protetor de Lídia e mentor intelectual. Sabe que Luigi é, na verdade, Lídia. Ama-a de diversas formas platônicas. Espelha-se nela para tudo, inclusive para suas obras artísticas.
- César Bórgia: O grande amor de Lídia/Luigi! Por ele, e só por ele, ela deseja a imortalidade. Sua morte desencadeia a obsessão da personagem pelos segredos de Alix, o Romano.
- Martinho Lutero: Reformador protestante. Acredita que Lídia/Luigi é o demônio a destruir e a conspurcar a essência da Igreja Católica. Por causa dela, iniciará o cisma na Alemanha, apoiado pelos ambiciosos príncipes alemães. Sem o saber, estará sendo utilizado como agente para os planos que Lídia tem contra a Igreja de Roma.
- Lourenço de Médici: Grande Mecenas e patrono das artes de Florença. Recebe Luigi/Lídia em sua casa para noivo de uma de suas filhas. Antes de morrer, prevê o "inferno da terra" e tenta avisar Lídia para mudar o seu destino.
- Miguel Ângelo Buonarroti: Amigo de infância de Luigi/Lídia. Desconhece a sua verdadeira identidade feminina. Odeia Leonardo por causa dela e, por ela, torna-se um incansável artista. Inspira-se em Lídia e tenta agradá-la em tudo o que faz. Apresenta certo desconforto com relação aos sentimentos que nutre, pois recusa-se a aceitar sua homossexualidade.
- Nicolau Maquiavel: Escritor e político encantado com a força de César Bórgia e com a inteligência de Lídia/Luigi. Este filósofo estará ligado ao destino dela e é o único que parece conhecer a verdade sobre os segredos que a envolvem com o Manuscrito de Malaquias, uma relação de nomes em latim.
- Francisco I: Rei de França, utilizado por Lídia/Luigi em suas intrigas pessoais.
- Henrique VIII: Rei inglês, manipulado por Lídia em seu desejo de destruir a Igreja Católica.
- Erasmo de Roterdã: Intui, desde o princípio, a possível presença do mal em Lídia/Luigi.
- Isabel de Castela: Rainha de Castela, extremamente religiosa. É a primeira a perceber que Luigi/Lídia representa perigo constante para a salvação eterna do homem. Procura combatê-la com todas as forças, até ser eliminada...
- Catarina de Médici: Rainha de França. Conhece os segredos de Lídia/Luigi e, para fazê-la parar, promoverá um massacre na França: A Noite de São Bartolomeu.
- Doutor Fausto: Médico alemão, famoso por ser prestidigitador. É o portador dos segredos de Alix e que determinarão o futuro de Lídia/Luigi.
- Monge Savonarola: Acolhe Lídia/Luigi em seu mosteiro, inicialmente, como amigo. Mas, após uma visita de Cartaphilus, abre seus olhos para quem realmente ela seria. Savonarola inicia uma rebelião em Florença contra o Papa Alexandre VI, que a protege.
- Papa Júlio II: Ambicioso, cruel, vaidoso. Será um dos empecilhos para Lídia/Luigi conseguir seus objetivos.
- Solimão, o Magnífico: Sultão do Império Otomano que vê em Lídia e seus possíveis poderes contra a morte, uma arma a qual poderia ser utilizada a seu favor, contra o Ocidente.
- Elizabeth Báthory: Responsável pela morte do filho de Lídia/Luigi, acreditando que, com o sangue do rapaz, receberia a imortalidade [4]

## Título da Obra
Relaciona-se à transparência que pretende a protagonista Lídia Visconti Sforza ao narrar a sua história: .
"Sorrateiramente voltei à Milão, pedindo proteção a Isabel, minha cunhada. Gentilmente, e acreditando que eu era uma aliada de sua causa e a de seu marido, ela me recebeu graciosamente e me manteve escondida de todos. Isabel de Aragão mal sabia que recebia em sua casa um demônio, no sentido figurado da palavra, cheio de rancores e que seria o responsável direto, num futuro próximo, por uma saga de crimes e atrocidades... Desse modo, em Milão, estava pronta para dar início ao strip-tease que desnudaria a minha alma: O STRIP DO DIABO...! Nunca me arrependi do que fiz! Apenas dos erros cometidos... Mas não fui orientada! Enganava-me quanto à minha missão... Fora ludibriada em diversos momentos por muitos...! Hoje, talvez, tivesse tentado ser diferente... Sei por que eu existo e para quê!"
Lídia Visconti Sforza.